# Phyllonorycter clemensella
Phyllonorycter clemensella là một loài bướm đêm thuộc họ Gracillariidae. Nó được tìm thấy ở Québec và Hoa Kỳ (bao gồm Illinois, Kentucky, New York, Ohio, Maine, Connecticut và Michigan).
Sải cánh dài 6-6.5 mm.
Ấu trùng ăn các loài Acer, bao gồm Acer saccharinum. Chúng ăn lá nơi chúng làm tổ. 